# Paul von Klenau
Paul August von Klenau (født 11. februar 1883 i København, død 31. august 1946) var en dansk komponist og dirigent. Han blev født i Danmark, men forlod som ung mand sit hjemland for at studere og arbejde i Tyskland og Østrig. Hans første symfoni var påvirket af Bruckner, mens senere påvirkninger kom fra både fransk musik, Richard Strauss og Schönbergs tolvtoneteknik. Klenau opnåede aldrig fuld anerkendelse som komponist i Danmark, men han sad i en række vigtige dirigentstillinger og tilhørte Alban Bergs vennekreds.

## Studietid
I 1900 påbegyndte Klenau sine musikstudier i komposition og violin ved Københavns musikkonservatorium, men allerede i 1902 drog han til Berlin. På Hochschule für Musik i Berlin studerede Klenau komposition hos Max Bruch og violin hos Carl Halir. I 1904 flyttede han til München, hvor han studerede hos Ludwig Thuille frem til dennes død i 1907. Herefter fik Klenau ansættelse ved Städtisches Theater i Freiburg, samtidig med at han fortsatte kompositionsstudierne hos wagnerianeren Max von Schillings.

## Karriere i Tyskland og Wien
Klenaus første symfoni blev uropført med succes i 1908 ved en Tonkünstlerfest i München. Inden for bare fem år fulgtes den af yderligere tre stort anlagte symfonier. Paul von Klenau var en flittig og kompetent dirigent. I 1912 ledede han koncerterne i Bach-selskabet i Frankfurt, men allerede det følgende år kom han tilbage til kapelmesterstillingen ved Freiburg-operaen. Han tog fast ophold i Bayern, hvor han ejede et landsted, men som dirigent rejste han meget, blandt andet til England. Han tilbragte somrene i Nordsjælland og beholdt en fast adresse på Frederiksberg. I 1922 ansattes han som kordirigent ved Wiener Konzerthausgesellschaft, hvor han fungerede indtil 1930, de sidste seks år med titel af Konzertdirektor.

## Operaer
Efter den første symfoniperiode, der varede til omkring udbruddet af første verdenskrig, skiftede Klenau fokus til musikdramatikken, og fra 1913 til 1940 skrev han syv operaer, hvis man medregner det tidlige operaoratorium Sulamith med tekst fra Højsangen. Den nordisk-mytologiske opera Kjartan und Gudrun uropførtes af selveste Wilhelm Furtwängler i Mannheim i 1918 (revideret i 1924 som Gudrun aus Island). Herefter fulgte i 1926 den komiske opera Die Lästerschule (efter Sheridans The School for Scandal). Mellem 1933 og 1939 komponerede Klenau de tre store tolvtone-operaer Michael Kohlhaas (efter Kleist), Rembrandt van Rijn og Elisabeth von England, hvortil han selv skrev libretti. Klenaus sidste opera Elisabeth von England blev opført i 1941 på Det Kongelige Teater i København som Dronningen som den formodentlig første tolvtoneopera nogensinde; samtidig var den også den eneste af Klenaus operaer og et af de få værker, der opførtes i Danmark i komponistens levetid.

## Dansk Filharmonisk Selskab
To år før ansættelsen i Wien var Klenau med til at stifte Dansk Filharmonisk Selskab i København, hvor han også dirigerede i årene 1920-26. I Dansk Filharmonisk Selskab præsenterede Klenau masser af ny musik for det københavnske publikum: fx Debussy, Ravel, Skrjabin og Delius, som han var stærkt begejstret for, samt – vigtigst – Arnold Schönberg; bl.a. opførte han værkerne Pelleas und Melisande, Verklärte Nacht og Pierrot lunaire, og i 1923 fik han Schönberg selv til at komme og dirigere nogle af sine værker i København. Dermed spillede foreningen en central rolle i udbredelsen af den moderne musik i Danmark.

## De sidste år
Klenau forblev i Wien, indtil en fremadskreden døvhed forhindrede hans dirigentvirksomhed. I 1940 kom han tilbage til København, hvor han forblev til sin død i 1946 som 63-årig. I årene omkring 1940 vendte han tilbage til den rene orkestermusik med sine tre sene symfonier: Triptikon, Nordische Symphonie og Sturmsymphonie, komponeret henholdsvis 1939, 1940 og 1941 og holdt i en væsentligt knappere form end ungdomssymfonierne. Han nåede også at skrive en 8. symfoni og en 9. symfoni med kor og solister, et værk der er blevet betegnet som "den mest omfattende symfoni, der nogensinde er skrevet af en dansker".

## Værker (udvalg)
- Symfoni nr. 1 f-mol (1908)
- Symfoni nr. 2 (1911)
- Symfoni nr. 3 for solister, kor, orgel og orkester (1913)
- Symfoni nr. 4 Dante-Symphonie (1913)
- Symfoni nr. 5 Triptikon (1939)
- Symfoni nr. 6 Nordische Symphonie (1940)
- Symfoni nr. 7 Die Sturmsymphonie (1941)
- Symfoni nr. 8 Im Alten Stil (1942)
- Symfoni nr. 9 for kor og orkester (1945) - uropført 2014
- Paolo und Francesca, symfonisk fantasi (1913)
- Jahrmarkt bei London, symfonisk digt (1922)
- Altdeutsche Liedersuite for orkester (1934)
- Violinkoncert (1922)
- Gespräche mit dem Tod, sangcyklus med orkester (1916)
- Die Weise von Liebe und Tod des Kornetts Christoph Rilke
- Klein Idas Blumen, ballet (1916)
- Marion, ballet (1920)
- Sulamith, operaoratorium (1913)
- Kjartan und Gudrun, opera
- Die Lästerschule, opera
- Michael Kohlhaas, opera
- Rembrandt van Rijn, opera
- Elisabeth von England, opera
- Klaverværker, kammermusik og sange